# Demokratiematrix
Die Demokratiematrix ist ein Forschungsprojekt von Politikwissenschaftlern der Universität Würzburg unter der Leitung von Hans-Joachim Lauth zur Messung von Demokratien. Es basiert auf einer 15-Felder-Matrix und wird seit 2016 entwickelt. Es wird von der DFG unterstützt. Deutschland belegte nach dieser Methodik 2020 weltweit den 5. Rang, vor der Schweiz.
Anhand der Dimensionen „Freiheit“, „Gleichheit“ und „Kontrolle“ werden fünf demokratisch zentrale Institutionen Wahlen, Parteien und Zivilgesellschaft, Medien, Rechtsstaat und Funktionsweise des Regierungssystems überprüft und in einer Matrix dargestellt. Die Datengrundlage bietet das Forschungsprojekt Varieties of Democracy. Die politischen Systeme werden so nach funktionierenden Demokratien, defizitären Demokratien, hybriden Regimen, moderaten Autokratien und harten Autokratien unterschieden.
Vorläufer-Projekt bis 2016 ebenfalls unter Hans-Joachim Lauth war der Kombinierte Index der Demokratie (KID).